# Matha-Straße
Die Matha-Straße ist eine schiffbare Meerenge vor der Westküste der Antarktischen Halbinsel. Sie trennt die Adelaide-Insel vom südlichen Ende der Biscoe-Inseln und führt vom offenen Südlichen Ozean zum südlichen Ende des Crystal Sound.
Ihren Namen erhielt sie durch den französischen Polarforscher Jean-Baptiste Charcot, der sie bei der Fünften Französischen Antarktisexpedition (1908–1910) irrtümlich für eine Bucht hielt und folglich Baie Matha (französisch für Matha-Bucht) benannte. Diesen Irrtum klärte der australische Polarforscher John Rymill bei der British Graham Land Expedition (1934–1937) auf. Die Benennung wurde der eigentlichen Natur des geografischen Objekts angepasst. Namensgeber ist André Matha (1873–1915), stellvertretender Kommandant des Schiffs Français bei der Vierten Französischen Antarktisexpedition (1903–1905) unter Charcots Leitung.